# حوزه انتخابیه چهاردهم اوهایو

حوزه اوهایو

حوزه انتخابیه چهاردهم اوهایو یک حوزه انتخابیه مجلس نمایندگان آمریکا است که در ایالت اوهایو قرار دارد.